# 26. Screen Actors Guild-gála
A 26. Screen Actors Guild-gála a 2019-es év legjobb filmes és televíziós alakításait értékelte. A díjátadót 2020. január 19-én tartották a Los Angeles-i Shrine Auditoriumban. A ceremóniát a TNT és a TBS televízióadók egyszerre közvetítették élőben, az észak-amerikai időzóna szerint este nyolc órától.
A jelöltek listáját 2019. december 11-én hozták nyilvánosságra, a rendezvény pedig ezúttal házigazda nélkül zajlott le.
2019. november 12-én tették közzé, hogy a Screen Actors Guild-életműdíjat Robert De Niro kapja meg.

## Győztesek és jelöltek

### Film
| Legjobb férfi főszereplő | Legjobb férfi főszereplő | Legjobb női főszereplő     | Legjobb női főszereplő |
| --- | --- | -------------------------- | --- |
| | - Joaquin Phoenix – Joker (Arthur Fleck / Joker) - Christian Bale – Az aszfalt királyai (Ken Miles) - Leonardo DiCaprio – Volt egyszer egy Hollywood (Rick Dalton) - Adam Driver – Házassági történet (Charlie Barber) - Taron Egerton – Rocketman (Elton John) |                            | - Renée Zellweger – Judy (Judy Garland) - Cynthia Erivo – Harriet (Harriet Tubman) - Scarlett Johansson – Házassági történet (Nicole Barber) - Lupita Nyong’o – Mi (Adelaide Wilson / Red) - Charlize Theron – Botrány (Megyn Kelly)                 |
| Legjobb férfi mellékszereplő | Legjobb férfi mellékszereplő | Legjobb női mellékszereplő | Legjobb női mellékszereplő |
| | - Brad Pitt – Volt egyszer egy Hollywood (Cliff Booth) - Jamie Foxx – Just Mercy – A kegyelem ára (Walter McMillian) - Tom Hanks – Egy kivételes barát (Fred Rodgers) - Al Pacino – Az ír (Jimmy Hoffa) - Joe Pesci – Az ír (Russell Bufalino)                  |                            | - Laura Dern – Házassági történet (Nora Fanshaw) - Scarlett Johansson – Jojo Nyuszi (Rosie Betzler) - Nicole Kidman – Botrány (Gretchen Carlson) - Jennifer Lopez – A Wall Street pillangói (Ramona Vega) - Margot Robbie – Botrány (Kayla Pospisil) |
| Legjobb szereplőgárda (mozifilm) | |                            | |
| - Élősködők – Csang Hjedzsin, Cho Yeo-jeong, Cshö Usik, Jung Hyeon-jun, Jung Ji-so, Lee Jung-eun, Lee Sun-kyun, Pak Szodam, Park Myung-hoon, Szong Gangho - Botrány – Connie Britton, Allison Janney, Nicole Kidman, John Lithgow, Malcolm McDowell, Kate McKinnon, Margot Robbie, Charlize Theron - Az ír – Bobby Cannavale, Robert De Niro, Stephen Graham, Harvey Keitel, Al Pacino, Anna Paquin, Joe Pesci, Ray Romano - Jojo Nyuszi – Alfie Allen, Roman Griffin Davis, Scarlett Johansson, Thomasin McKenzie, Stephen Merchant, Sam Rockwell, Taika Waititi, Rebel Wilson - Volt egyszer egy Hollywood – Austin Butler, Julia Butters, Bruce Dern, Leonardo DiCaprio, Dakota Fanning, Emile Hirsch, Damian Lewis, Mike Moh, Timothy Olyphant, Al Pacino, Luke Perry (posztumusz), Brad Pitt, Margaret Qualley, Margot Robbie | |                            | |
| Legjobb kaszkadőrgárda (mozifilm) | |                            | |
| - Bosszúállók: Végjáték - Az aszfalt királyai - Az ír - Joker - Volt egyszer egy Hollywood | |                            | |

### Televízió
| Legjobb színész (minisorozat vagy tévéfilm) | Legjobb színész (minisorozat vagy tévéfilm) | Legjobb színésznő (minisorozat vagy tévéfilm) | Legjobb színésznő (minisorozat vagy tévéfilm) |
| --- | --- | --------------------------------------------- | --- |
| | - Sam Rockwell – Fosse/Verdon (Bob Fosse) - Mahershala Ali – A törvény nevében (Wayne Hays) - Russell Crowe – A legharsányabb hang (Roger Ailes) - Jared Harris – Csernobil (Valery Legasov) - Jharrel Jerome – A Central parki ötök (Harry Ambrose)       |                                               | - Michelle WIlliams – Fosse/Verdon (Gwen Verdon) - Patricia Arquette – A tett (Dee Dee Blanchard) - Toni Collette – Hihetetlen (Grace Rasmussen) - Joey King – A tett (Gypsy Rose Blanchard) - Emily Watson – Csernobil (Ulana Khomyuk)                                           |
| Legjobb színész (drámasorozat) | Legjobb színész (drámasorozat) | Legjobb színésznő (drámasorozat)              | Legjobb színésznő (drámasorozat) |
| | - Peter Dinklage – Trónok harca (Tyrion Lannister) - Sterling K. Brown – Rólunk szól (Randall Pearson) - Steve Carell – The Morning Show (Mitch Kessler) - Billy Crudup – The Morning Show (Corey Ellison) - David Harbour – Stranger Things (Jim Hopper)  |                                               | - Jennifer Aniston – The Morning Show (Alex Levy) - Helena Bonham Carter – A Korona (Margit hercegnő) - Olivia Colman – A Korona (II. Erzsébet brit királynő) - Jodie Comer – Megszállottak viadala (Villanelle) - Elisabeth Moss – A szolgálólány meséje (June Osborne / Offred) |
| Legjobb színész (vígjátéksorozat) | Legjobb színész (vígjátéksorozat) | Legjobb színésznő (vígjátéksorozat)           | Legjobb színésznő (vígjátéksorozat) |
| | - Tony Shalhoub – A káprázatos Mrs. Maisel (Abe Weissman) - Alan Arkin – A Kominsky-módszer (Norman Newlander) - Michael Douglas – A Kominsky-módszer (Sandy Kominsky) - Bill Hader – Barry (Barry Berkman / Barry Block) - Andrew Scott – Fleabag (A pap) |                                               | - Phoebe Waller-Bridge – Fleabag (Fleabag) - Christina Applegate – Halott vagy (Jen Harding) - Alex Borstein – A káprázatos Mrs. Maisel (Susie Myerson) - Rachel Brosnahan – A káprázatos Mrs. Maisel (Miriam "Midge" Maisel) - Catherine O’Hara – Schitt's Creek (Moira Rose)    |
| Legjobb szereplőgárda (drámasorozat) | |                                               | |
| - A Korona – Marion Bailey, Helena Bonham Carter, Olivia Colman, Charles Dance, Ben Daniels, Erin Doherty, Charles Edwards, Tobias Menzies, Josh O'Connor, Sam Phillips, David Rintoul, Jason Watkins - Hatalmas kis hazugságok – Ian Armitage, Darby Camp, Cameron Crovetti, Nicholas Crovetti, Laura Dern, Martin Donovan, Merrin Dungey, Crystal Fox, Ivy George, Nicole Kidman, Zoë Kravitz, Kathryn Newton, Jeffrey Nordling, Denis O'Hare, Adam Scott, Alexander Skarsgård, Douglas Smith, Meryl Streep, James Tupper, Robin Weigert, Reese Witherspoon, Shailene Woodley - Trónok harca – Alfie Allen, Pilou Asbæk, Jacob Anderson, John Bradley-West, Gwendoline Christie, Emilia Clarke, Nikolaj Coster-Waldau, Ben Crompton, Liam Cunningham, Joe Dempsie, Peter Dinklage, Richard Dormer, Nathalie Emmanuel, Jerome Flynn, Iain Glen, Kit Harington, Lena Headey, Isaac Hempstead-Wright, Conleth Hill, Kristofer Hivju, Rory McCann, Hannah Murray, Staz Nair, Daniel Portman, Bella Ramsey, Richard Rycroft, Sophie Turner, Rupert Vansittart, Maisie Williams - A szolgálólány meséje – Alexis Bledel, Madeline Brewer, Amanda Brugel, Ann Dowd, O. T. Fagbenle, Joseph Fiennes, Kristen Gutoskie, Nina Kiri, Ashleigh LaThrop, Elisabeth Moss, Yvonne Strahovski, Bahia Watson, Bradley Whitford, Samira Wiley - Stranger Things – Millie Bobby Brown, Cara Buono, Jake Busey, Natalia Dyer, Cary Elwes, Priah Ferguson, Brett Gelman, David Harbour, Maya Hawke, Charlie Heaton, Andrey Ivchenko, Joe Keery, Gaten Matarazzo, Caleb McLaughlin, Dacre Montgomery, Michael Park, Francesca Reale, Winona Ryder, Noah Schnapp, Sadie Sink, Finn Wolfhard | |                                               | |
| Legjobb szereplőgárda (vígjátéksorozat) | |                                               | |
| - A káprázatos Mrs. Maisel – Caroline Aaron, Alex Borstein, Rachel Brosnahan, Marin Hinkle, Stephanie Hsu, Joel Johnstone, Jane Lynch, Leroy McClain, Kevin Pollak, Tony Shalhoub, Matilda Szydagis, Brian Tarantina (posztumusz), Michael Zegen - Barry – Nikita Bogolyubov, Darrell Britt-Gibson, D'Arcy Carden, Andy Carey, Anthony Carrigan, Troy Caylak, Rightor Doyle, Patricia Fa'Asua, Alejandro Furth, Sarah Goldberg, Nick Gracer, Bill Hader, Kirby Howell-Baptiste, Michael Irby, John Pirruccello, Stephen Root, Henry Winkler - Fleabag – Sian Clifford, Olivia Colman, Brett Gelman, Bill Paterson, Andrew Scott, Phoebe Waller-Bridge - A Kominsky-módszer – Jenna Lyng Adams, Alan Arkin, Sarah Baker, Casey Thomas Brown, Michael Douglas, Lisa Edelstein, Paul Reiser, Graham Rogers, Jane Seymour, Melissa Tang, Nancy Travis - Schitt's Creek – Chris Elliott, Emily Hampshire, Dan Levy, Eugene Levy, Sarah Levy, Dustin Milligan, Annie Murphy, Catherine O’Hara, Noah Reid, Jennifer Robertson, Karen Robinson | |                                               | |
| Legjobb kaszkadőrgárda (televízió) | |                                               | |
| - Trónok harca - GLOW - Stranger Things - The Walking Dead - Watchmen | |                                               | |

### Screen Actors Guild-életműdíj
- Robert De Niro

## In Memoriam
A gála "in memoriam" szegmense az alábbi, 2019-ben elhunyt személyekről emlékezett meg:
- Tim Conway
- Georgia Engel
- Paul Benjamin
- Max Wright
- Phyllis Newman
- Kaye Ballard
- Kristoff St. John
- Ron Leibman
- Caroll Spinney
- Jan-Michael Vincent
- Ken Kercheval
- Diahann Carroll
- Luke Perry
- Verna Bloom
- Peggy Lipton
- Robert Blanche
- Michael J. Pollard
- Russi Taylor
- Bill Macy
- Dick Miller
- Shelley Morrison
- Seymour Cassel
- Arte Johnson
- Katherine Helmond
- Cameron Boyce
- Sue Lyon
- Rip Torn
- Brian Tarantina
- Buck Henry
- Peter Mayhew
- Danny Aiello
- Rutger Hauer
- Robert Forster
- Valerie Harper
- René Auberjonois
- John Witherspoon
- Doris Day
- Albert Finney
- Peter Fonda

## Műsorvezetők
A gálán az alábbi műsorvezetők működtek közre:
- Jason Bateman
- Millie Bobby Brown
- Sterling K. Brown
- Steve Buscemi
- Gabrielle Carteris
- Cshö Usik
- Gwendoline Christie
- Glenn Close
- Kaitlyn Dever
- Leonardo DiCaprio
- Daveed Diggs
- Taron Egerton
- America Ferrera
- Jennifer Garner
- Roman Griffin Davis
- Danai Gurira
- Tom Hanks
- Jharrel Jerome
- Scarlett Johansson
- Harvey Keitel
- Nicole Kidman
- Lee Jung-eun
- Lee Sun-kyun
- Dan Levy
- Eugene Levy
- Lupita Nyong’o
- Pak Szodam
- Anna Paquin
- Pedro Pascal
- Lili Reinhart
- Margot Robbie
- Ray Romano
- Szong Gangho
- Charlize Theron
- Sophie Turner
- Taika Waititi
- Phoebe Waller-Bridge

## Fordítás
- Ez a szócikk részben vagy egészben  a(z)   26th Screen Actors Guild Awards című angol Wikipédia-szócikk fordításán alapul.  Az eredeti cikk szerkesztőit annak laptörténete sorolja fel. Ez a jelzés csupán a megfogalmazás eredetét és a szerzői jogokat jelzi, nem szolgál a cikkben szereplő információk forrásmegjelöléseként.